# Долганова, Ирина Валерьевна
Ири́на Вале́рьевна Долга́нова (род. 13 августа 1949, Николаев, Николаевская область) — советская и российская актриса театра и кино, Заслуженная артистка России (1997).

## Биография
Родилась в городе Николаеве, УССР.
По окончании в 1971 году Саратовского театрального училища — актриса Нижегородского театра юного зрителя имени Н. К. Крупской.

## Роли в театре
- «Двенадцатая ночь» У. Шекспира — Виола
- «Сон в летнюю ночь» У. Шекспира — Гермия
- «Три сестры» А. П. Чехова — Ирина
- «Доходное место» А. Н. Островский — Юленька
- «Анна Снегина» С. А. Есенина — Анна Снегина
- «Мещанин во дворянстве» Мольера — Доримена
- «Принцесса Турандот» К. Гоцци — Адельма
- «Царевна-лягушка» Г. Соколовой — Василиса Премудрая
- «Жорж Данден» Мольера — Клодина
- «Вся Надежда» М. М. Рощина — Тоня
- «Чёрт попутал» Э. Фертельмейстера, М. Бартенева — Мария
- «Восемь любящих женщин» Р. Тома — Огюстена
- «Крошка» Ж. Летраза — тётя Полина
- «Проделки Маленькой Бабы-Яги» Ю. Коринца — Румпумпель
- «Вечно живые» В. С. Розова — Анна Ковалёва
- «Принцесса Кру» В. Ольшанского — мисс Минчин
- «Необыкновенные приключения Ивана Александровича Хлестакова в городе N» Н. В. Гоголя — Анна Андреевна
- «Королевство кривых зеркал» В. Губарева, А. Успенского
- «Ай да братец Кролик!» А. Арцишевского, В. Лымарева
- «Золотой ключик» А. Н. Толстого — Черепаха Тортилла

### Фильмография
| Год  |   | Название           | Роль          |
| ---- | - | ------------------ | ------------- |
| 1972 | ф | А зори здесь тихие | Соня Гурвич   |
| 2014 | с | Переводчик         | Ада Абрамовна |

## Признание и награды
- Премия Ленинского комсомола — за роль Сони Гурвич.
- Заслуженная артистка России (1997).
- Лауреат Всероссийских фестивалей «Поют драматические артисты» и «Весёлая коза».